# أولاد العلى (أهل لوطا الشرقية)
أولاد العلى هو دُوَّار يقع بجماعة ولاد يحيى لوطا، إقليم بنسليمان، جهة الدار البيضاء سطات في المملكة المغربية. ينتمي الدوّار لمشيخة أهل لوطا الشرقية التي تضم 5 دواوير. يقدر عدد سكانه بـ 915 نسمة حسب الإحصاء الرسمي للسكان والسكنى لسنة 2004.

## روابط خارجية
- البوابة الوطنية للجماعات الترابية
- المندوبية السامية للتخطيط